# Vehkajärvi (sjö i Birkaland)
Vehkajärvi är en sjö i Finland. Den ligger i kommunen Mänttä-Filpula i landskapet Birkaland, i den södra delen av landet, 220 km norr om huvudstaden Helsingfors. Vehkajärvi ligger 111,9 meter över havet. Arean är 2,65 kvadratkilometer och strandlinjen är 22,04 kilometer lång. Sjön  ingår i Kumo älvs huvudavrinningsområde.   I omgivningarna runt Vehkajärvi växer i huvudsak blandskog.
I övrigt finns följande i Vehkajärvi:
- Tiurankari (en ö)
- Tynnyrisaari (en ö)
- Tiuransaari (en ö)
- Jokisaari (en ö)
- Kukkosaari (en ö)